# Dainius Kairelis
Dainius Kairelis (Utena, 25 september 1979) is een Litouwse voormalig wielrenner die in 2005 zijn debuut maakte.

## Overwinningen
2003
- 5e, 7e, 8e A etappe en eindklassement Baby Giro

2004
- 3e en 7e etappe Baby Giro

2005
- 2e etappe Herald Sun Tour

2006
- Litouws kampioen op de weg, Elite

2007
- Giro d'Oro

## Resultaten in voornaamste wedstrijden
| Jaar |  | WK op de weg |
| ---- |  | ------------ |
| 2006 |  | 64e          |